# Liga de Croacia de balonmano
La Dukat Premijer liga es la primera división de balonmano en Croacia. En las 30 ediciones en las que se ha disputado, ha ganado siempre el título el RK Zagreb.

## Palmarés
- 1992: RK Zagreb
- 1993: RK Zagreb
- 1994: RK Zagreb
- 1995: RK Zagreb
- 1996: RK Zagreb
- 1997: RK Zagreb
- 1998: RK Zagreb
- 1999: RK Zagreb
- 2000: RK Zagreb
- 2001: RK Zagreb
- 2002: RK Zagreb
- 2003: RK Zagreb
- 2004: RK Zagreb
- 2005: RK Zagreb
- 2006: RK Zagreb
- 2007: RK Zagreb
- 2008: RK Zagreb
- 2009: RK Zagreb
- 2010: RK Zagreb
- 2011: RK Zagreb
- 2012: RK Zagreb
- 2013: RK Zagreb
- 2014: RK Zagreb
- 2015: RK Zagreb
- 2016: RK Zagreb
- 2017: RK Zagreb
- 2018: RK Zagreb
- 2019: RK Zagreb
- 2021: RK Zagreb
- 2022: RK Zagreb
- 2023: RK Zagreb
- 2024: RK Zagreb

## Equipos 2017-18
- RK Nexe Našice
- RK Zagreb
- RK Dubrava
- RK Porec
- RK Varazdin
- RK Vinkovci
- RK Umag
- RK Gorica
- RK Zamet
- RK Metalac
- RK Karlovac
- RK Sesvete